# پالپاتین
شیو پالپاتین (به انگلیسی: Sheev Palpatine) ( همچنین با نام سیتش دارث سیدیوس و در قسمت ششم تنها به عنوان امپراتور ) یک شخصیت خیالی و آنتاگونیست اصلی فرنچایز جنگ ستارگان است، که عمدتاً توسط ایان مک دیارمید نقش آفرینی شده‌است. در سه‌گانه اصلی، او به عنوان فرمانروای امپراتوری کهکشانی و استاد دارث ویدر نشان داده شده‌است. در سه‌گانه پیش‌درآمد، او به عنوان یک سناتور کاریزماتیک از نابو نشان داده شده‌است که با استفاده از فریب ماکیاولی و دستکاری سیاسی به مقام صدراعظمی جمهوری کهکشانی دست می یابد. وی با طراحی جنگ کلون ها و رهبری هر دو سوی جنگ با استفاده از شخصیت دوگانه اش، توانست کنترل سنای جمهوری را بدست آورد و با صدور فرمان 66، محفل جدای را به عنوان خائن معرفی کند. او با تبدیل جمهوری به نخستین امپراتوری کهکشانی، به عنوان امپراتور بر تخت فرمانروایی کهکشان تکیه زد. همچنین، با فریب دادن شوالیه جوان جدای،آناکین اسکای واکر،او را به وجه تاریک نیرو کشاند و موجب تولد دارث ویدر شد.  
از زمان پخش اولیه بازگشت جدای، پالپاتین به عنوان یک سمبل شناخته شده شرارت در فرهنگ عامه شناخته شده‌است و از زمان شروع اکران فیلم‌های پیش‌درآمد نیز یکی از ضدقهرمانان شرور و فریبکار است.
محوریت سیاست پالپاتین در مجلس سنای کهکشانی،بر پایه فریب دیگر سناتور ها برای کسب اعتماد آنهاست تا با سواستفاده از اختیاراتش حکومت کهکشانی را به سمت امپراطوری سوق دهد.
پالپاتین که مخفیانه و از طریق شاگردش(کنت دوکو)از وجود یک تاسیسات کلون سازی در سیاره کامینو آگاه است،از غیبت پدمه آمیدالا استفاده کرده و جارجار بینکس را که به نیابت از پدمه،نمایندگی سیاره نابو را برعهده دارد،ترغیب می کند تا مسئله ی «افزایش اختیارات صدراعظم»را برای اتمام جنگ،در مجلس مطرح کند.
این حرکت منجر به موافقت مجلس و شروع کار واحد های کلون تروپر به عنوان نیروی نظامی رسمی جمهوری کهکشانی می شود. به راحتی می توان گفت او خبیث ترین شخصیت در  کل دنیای جنگ ستارگان است که شاید دستش به خون میلیارد ها نفر آغشته است . او جنگ کلون ها را راه انداخت که خودش میلیون ها نفر تلفات داشته . امپراتوری کهکشانی را انداخته و محفل سیث را زنده کرد و باز هم با درگیری شورشیان و نیرو های امپراتوری هزاران نفر کشته شدند . با ساختن ستاره مرگ چند سیاره را به طور کامل پودر کرد و میلیون ها نفر را با خاک یکسان کرد . صد ها سناتور را فریب داد . ۲ هزار جدای را کشت و اناکین اسکای واکر را به تاریکی کشاند . حتی بعد از بین رفتن امپراتوری محفل یکم را تاسیس کرد و یکبار دیگر دستش به خون میلیون نفر اغشته شد . او حتی عبرت نگرفت و باز هم هدف یک سیث تمام عیار را در ذهن خود داشت .  

## توضیحات
1. ↑  2004 DVD and subsequent releases of Episode IV